# Grafică vectorială

Exemplu ce ilustrează efectul măririi unei imagini vectoriale în comparaţie cu măririrea unei imagini raster.

În grafica pe calculator, grafica vectorială este un procedeu prin care imaginile sunt construite cu ajutorul descrierilor matematice prin care se determină poziția, lungimea și direcția liniilor folosite în desen. Imaginile vectoriale sunt complementare imaginilor bitmap, din grafica raster, în care imaginile sunt reprezentate ca un tablou de pixeli.
În unele cazuri este recomandată folosirea imagini vectoriale, iar în altele imagini bitmap, în funcție de natura proiectului. Uneori, cele două formate pot fi folosite împreună. O înțelegere a avantajelor și limitărilor fiecărei tehnologii și relația dintre ele va duce la o utilizare optimă a acestora.

## Afișarea și crearea imaginilor vectoriale
Display-urile computerelor sunt alcătuite din puncte minuscule numite pixeli. Imaginile bitmap sunt de asemenea construite folosind aceste puncte. Cu cât sunt mai mici și mai apropiate, cu atât calitatea imaginii este mai ridicată, dar și mărimea fișierului necesar pentru stocarea ei. Dacă imaginea este afișată la o mărime mai mare decât cea la care a fost creată inițial, devine granulată și neclară, deoarece pixelii din alcătuirea imaginii nu mai corespund cu pixelii de pe ecran.
În cazul imaginilor vectoriale însă, fișierul stochează liniile, formele și culorile care alcătuiesc imaginea, ca formule matematice. Un program de grafică vectorială folosește apoi aceste formule pentru a construi imaginea pe ecran, la calitate optimă, în funcție de rezoluția ecranului. Așadar, acestea pot produce o imagine de orice mărime și nivel de detaliu, calitatea imaginii fiind determinată doar de rezoluția display-ului, mărimea fișierului rămânând aceeași. Imprimarea unei imagini vectoriale pe hârtie sau pe orice alt material va da un rezultat mai clar și de o rezoluție mai înaltă decât cea posibilă pe un ecran, folosind exact același fișier.
Pentru a crea și modifica imagini vectoriale sunt folosite programe software de desen vectorial. O imagine poate fi modificată prin manipularea obiectelor din care este alcătuită, acestea fiind salvate apoi ca variații ale formulelor matematice specifice. Operatori matematici din software pot fi folosiți pentru a întinde, răsuci, colora diferitele obiecte dintr-o imagine. În sistemele moderne, acești operatori sunt prezentați în mod intuitiv folosind interfața grafică a calculatorului.

## Conversia din și în format raster

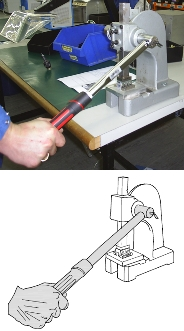
Vectorizarea imaginilor este utilă pentru eliminarea detaliilor nefolositoare dintr-o fotografie.

Adesea este necesar ca o imagine, odată ce este adusă la forma dorită, să fie convertită din format vectorial într-un format raster comun, ce poate fi folosit de o gamă largă de aplicații și dispozitive. Mărimea fișierului astfel generat va fi direct proporțională cu rezoluția selectată, în timp ce mărimea fișierului sursă va rămâne aceeași. Conversia din format vectorial se face practic de fiecare dată când este afișată imaginea, astfel încât procesul de salvare ca bitmap într-un fișier este destul de simplu.
Mult mai dificil este procesul invers, care implică aproximarea formelor și culorilor din imaginea bitmap și crearea obiectelor cu proprietățile corespunzătoare. Numărul obiectelor generate este direct proporțional cu complexitatea imaginii. Cu toate acestea, mărimea fișierului cu imaginea în format vectorial nu va depăși de obicei pe cea a sursei bitmap.
Aplicațiile grafice avansate pot combina imagini din surse vectoriale și raster și pun la dispoziție unelte pentru amândouă, în cazurile în care unele părți ale proiectului pot fi obținute de la o cameră, iar altele desenate prin grafică vectorială.

### Vectorizarea
Aceasta se referă la programe și tehnologii/servicii folosite pentru a converti imagini de tip bitmap în imagini de tip vectorial. Exemple:
- În Proiectarea asistata pe calculator (CAD) schițele sunt scanate, vectorizate și transformate în  fișiere CAD printr-un process denumit sugestiv hârtie-CAD.

- În GIS imaginile provenite de la sateliți sunt vectorizate cu scopul de a obține hărți.

- În arta digitala și fotografie, imaginile sunt de obicei vectorizate folosind plugin-uri pentru programe ca Adobe Photoshop sau Adobe Illustrator, dar vectorizarea se poate face și manual. Imaginile pot fi vectorizate pentru o mai bună utilizare și redimensionare, de obicei fară diferențe mari față de original. Vectorizarea unei fotografii îi va schimba aspectul din fotografic în pictat sau desenat;  fotografiile pot fi transformate și în siluete. Un avantaj al vectorizării este că rezultatul poate fi integrat cu succes intr-un design precum un logo.

## Dezavantaje și limitări
Principalul dezavantaj al imaginilor vectoriale este că, fiind alcătuite din obiecte descrise cu formule matematice, atât numărul acestor obiecte cât și complexitatea lor sunt limitate, depinzând de biblioteca de formule matematice folosită de programul de desenare. De exemplu, dispozitivele digitale, cum ar fi camerele foto sau scannerele, produc fișiere raster care nu pot fi reprezentate fidel folosind imagini vectoriale. Chiar și în cazul în care se reușește vectorizarea unei astfel de imagini, editarea acesteia la complexitatea originală este dificilă.
Un alt dezavantaj este că formatele în care sunt stocate imaginile vectoriale sunt foarte complexe. Implementarea acestor formate pe dispozitive diferite este problematică din această cauză. Conversia dintr-un format în altul este de asemenea dificilă.

## Aplicații
Datorită flexibilității în ceea ce privește rezoluția imaginilor vectoriale, acestea sunt folosite intensiv pentru crearea materialelor ce trebuie imprimate la mărimi foarte diverse: același fișier poate fi folosit pentru un card de vizită cât și pentru un panou publicitar, în ambele cazuri.rezultatele fiind foarte clare și precise.
O altă aplicație semnificativă a graficii vectoriale este în modelarea suprafețelor 3D, unde se dorește o calitate ridicată a obiectelor.